# 導管
导管（delivery tube）是化学实验中常用的一种仪器，通常为中空的玻璃管或塑料管，有各种长短、口径和弯曲形状，在许多实验中都有所应用。导管一般用作气体或者液体流动的通道，与其他实验设备配合使用，使气体或者液体进入下一试验设备。多个导管之间可以用橡皮管连接，导管端部还可以套上橡胶塞，用来连接其他器皿。